# Manlio Morgagni

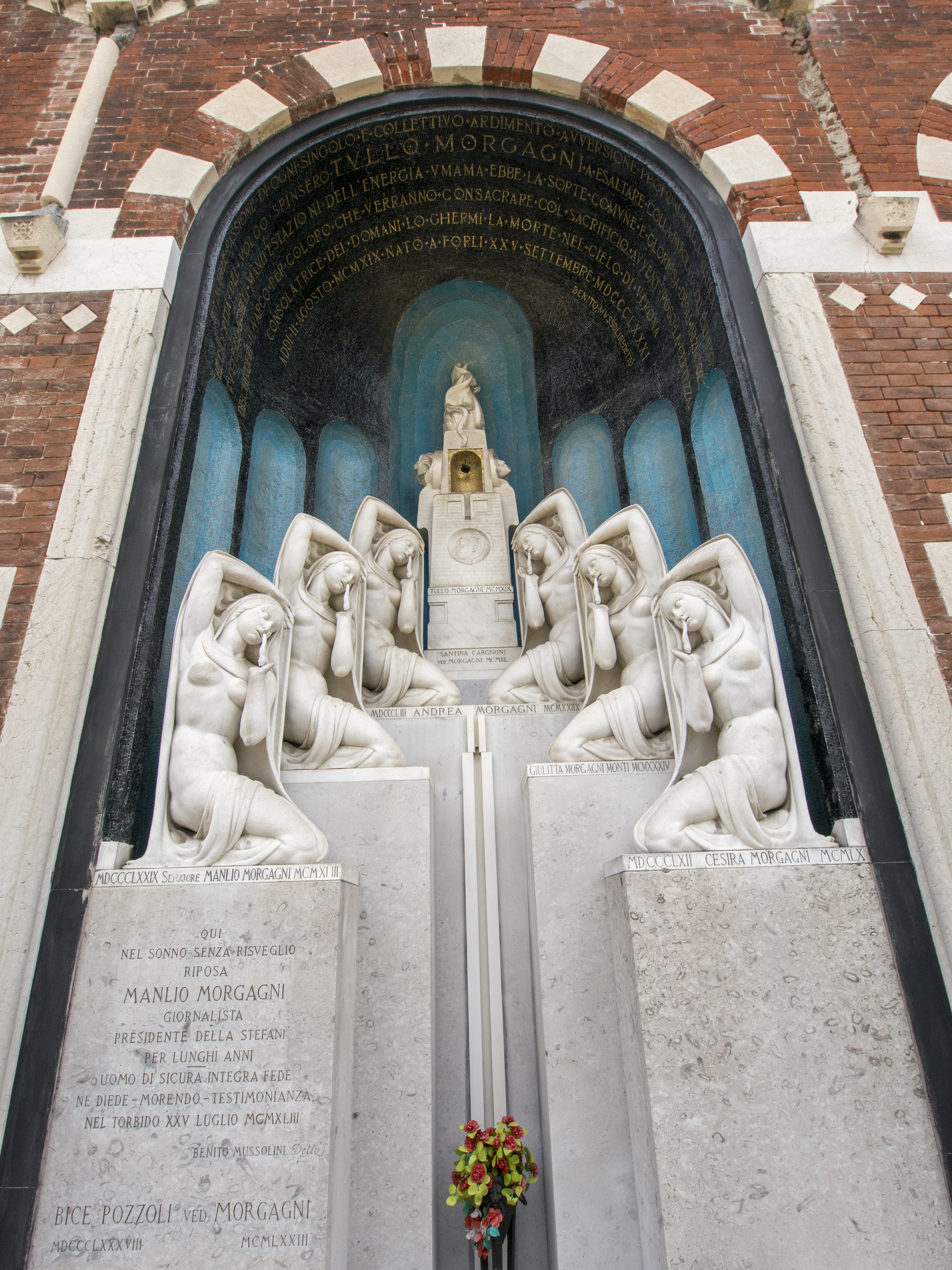
Monumento a Morgagni, Cimitero Monumentale di Milano

(Benito Mussolini)
Manlio Morgagni (Forlì, 3 giugno 1879 – Roma, 26 luglio 1943) è stato un giornalista italiano, fratello di un altro noto giornalista, Tullo, l'ideatore del Giro d'Italia.

## Biografia
Figlio di un agente d'assicurazioni di tendenze mazziniane, Andrea Morgagni, e di una maestra elementare, Giuditta Monti, dopo aver ottenuto il diploma di scuola commerciale si trasferì a Milano col padre nel 1897 alla ricerca di un lavoro; nel 1912 divenne ispettore generale delle Messaggerie italiane (di cui era stato, in precedenza, "viaggiatore") e nel 1918 si sposò con Luigia Pozzoli (detta Bice), dopo dodici anni di fidanzamento
Dapprima socialista e sindacalista, nel 1914 si era schierato a favore dell'intervento nella prima guerra mondiale. Iniziò l'attività giornalistica nel quotidiano Il Popolo d'Italia, fondato da Benito Mussolini, di cui Morgagni rimase sempre grande ammiratore: in quel periodo cominciò a frequentare spesso la casa del futuro Duce e nel suo libro di memorie Rachele Guidi lo definì "sempre indaffarato per trovare quattrini".
Già nel 1919 un rapporto inoltrato alla Presidenza del Consiglio indicava Morgagni come uno dei principali intermediari tra Mussolini e gli ambienti politici francesi che contribuirono al finanziamento del giornale. Dal 15 novembre 1914 al 1919 fu direttore amministrativo del quotidiano; poco dopo la fondazione dei Fasci italiani di combattimento l'incarico passò ad Arnaldo Mussolini mentre Morgagni si dedicò alla raccolta pubblicitaria. A proposito della fondazione dei Fasci, Morgagnì asserì nelle sue memorie di essere stato tra i fondatori del movimento; altre fonti invece sostengono che egli non partecipò alla prima assise del gruppo ma che, grazie all'intervento di Mussolini, ottenne il permesso di essere inserito tra i "sansepolcristi".
A Milano fu consigliere comunale (1923-1926) e vicepodestà (1927-1928), nonché presidente della Commissione per l'abbellimento della città. Fu cofondatore, con Arnaldo Mussolini, e direttore, della Rivista illustrata del Popolo d'Italia (1923-1943); fondò con Luigi Poli la rivista agraria Natura (1928-1932). È soprattutto noto come presidente e direttore generale dell'Agenzia Stefani, incarico che ricoprì a partire dal 1924: sotto la sua guida l'agenzia venne potenziata e ottenne importanza anche internazionale, tanto che Morgagni venne definito "il megafono del fascismo".
Grazie al ruolo rivestito alla Stefani, la posizione di Morgagni andò sempre più rafforzandosi all'interno del regime, causandogli ovviamente l'ostilità di molti gerarchi che mal sopportavano la sua smaccata esaltazione del Duce: ad esempio il 16 aprile 1943, dalle colonne del Regime fascista, Roberto Farinacci descrisse la Stefani come «un'agenzia personale d'affari». Il 12 ottobre 1939 venne nominato senatore del Regno in base alla 21ª categoria dell'art. 33 dello Statuto Albertino («le persone che da tre anni pagano tremila lire d'imposizione diretta in ragione dei loro beni»).
Il 25 luglio 1943 si diffuse a Roma la notizia che Mussolini non era più capo del governo. Morgagni, amico, ammiratore e fedele collaboratore di Mussolini, alla notizia dell'arresto del Duce, si tolse la vita nella sua villa romana, sita in via Nibby 20. Prima di togliersi la vita lasciò il seguente messaggio:
(Manlio Morgagni)
Mussolini apprese del suicidio di Morgagni solamente il 13 settembre, quando era in Germania, dov'era stato condotto dopo essere stato prelevato dai tedeschi al Gran Sasso.

Al Cimitero Monumentale di Milano gli è dedicato, col fratello, un artistico monumento funebre, realizzato da Enzo Bifoli, monumento su cui spicca l'epigrafe dettata dallo stesso Mussolini:

## Opere
- M. Morgagni, L'agenzia Stefani nella vita nazionale, Alfieri e Lacroix, Milano 1930.
- M. Morgagni, Il Duce in Libia, Alfieri & Lacroix, Milano 1937.